# Put It on Me
Put It On Me è un brano musicale estratto come secondo singolo dall'album Rule 3:36, pubblicato nel 2000. Il brano, che figura la partecipazione dei rapper Vita e Lil' Mo, ha raggiunto l'ottava posizione della classifica Billboard Hot 100.

## Tracce
CD-Single Def Jam B00005CDA1
1. Put It On Me (Radio Edit)
2. Put It On Me (Album Version)
3. Rhythm
4. Put It On Me (Video)

## Classifiche
| Classifica (2001)         | Posizione più alta |
| ------------------------- | ------------------ |
| Billboard Hot Rap Singles | 2                  |
| Billboard Rhythmic Top 40 | 11                 |
| Billboard Hot 100         | 8                  |